# Jurgen Van Goolen
Jurgen Van Goolen (Leuven, 28 november 1980) is een Belgisch voormalig wielrenner.

## Carrière
Bij de beloften was hij een groot talent, zo was hij de evenknie van Tom Boonen. Bij de beloften won Van Goolen onder andere Luik-Bastenaken-Luik (2000), en twee keer het Belgisch kampioenschap tijdrijden (2000 en 2001).
In 2002 kwam hij met grote verwachtingen over naar de profs en reed hij een knap debuutseizoen bij Domo-Farm Frites. Mede door vele blessures kon hij niet doorbreken. Zo brak hij in 2006 een heup in de Ronde van de Algarve en een sleutelbeen.
Jurgen Van Goolen nam zeven keer deel aan de Ronde van Spanje en werd zes keer opgenomen in de Belgische profselectie voor het wereldkampioenschap: 2002 in Zolder (België), 2003 in Hamilton (Canada), 2004 in Verona (Italië) , 2006 in Salzburg (Oostenrijk), 2007 in Stuttgart (Duitsland) en 2008 in Varese (Italië). In Varese reed hij een knappe koers en finishte als 11de in een achtervolgende groep na de winnaar Alessandro Ballan.
Eind 2005 moest hij weg bij Quick·Step-Innergetic en kwam terecht bij Discovery Channel.
In 2007 reed Van Goolen in de Ronde van Spanje 2007 enkele dagen in de bergtrui en kwam uiteindelijk 12 punten te kort voor de eindwinst in het bergklassement. In het algemeen klassement eindigde de Belg op de 31e plaats.
In 2008 en 2009 reed Van Goolen voor Team CSC Saxo Bank. Op 5 september 2009 werd bekend dat Van Goolen voor twee seizoenen getekend had bij de Belgische ProTourploeg Silence-Lotto, dat vanaf 2010 onder de naam Omega Pharma-Lotto reed.
Vanaf 2011 reed Jurgen Van Goolen voor de Belgische ProContinentale ploeg Veranda's Willems - Accent.
Op 18 juni 2011 behaalde hij zijn eerste en enige professionele overwinning door de derde etappe in de Route du Sud te winnen.

## Belangrijkste overwinningen bij de beloften
2000
- Eindklassement GP Tell
- GP Wielerrevue
- Luik-Bastenaken-Luik U23
- Belgisch kampioen individuele tijdrit op de weg, Beloften

2001
- Belgisch kampioen individuele tijdrit op de weg, Beloften

## Overwinningen bij de profs
2011
- 3e etappe Route du Sud

## Belangrijkste ereplaatsen bij de profs
2003
- 2de Belgisch kampioenschap op de weg te Vilvoorde
- 2de eindklassement Ronde van Denemarken
- 5de in 4de rit in de Ronde van Spanje

2004
- 3de in 3de rit Ronde van Zwitserland
- 3de in eindklassement Ronde van de Ain

2006
- 2de in 5de rit Ronde van Zwitserland
- 4de in 1ste rit Ronde van Spanje (ploegentijdrit)

2007
- 2de in bergklassement Ronde van Spanje

2011
- 3de in Druivenkoers Overijse

## Resultaten in voornaamste wedstrijden
| Jaar | Ronde van Italië | Ronde van Frankrijk | Ronde van Spanje |
| ---- | ---------------- | ------------------- | ---------------- |
| 2002 |                  |                     | 116e             |
| 2003 |                  |                     | 42e              |
| 2004 |                  |                     | 56e              |
| 2005 |                  |                     | 48e              |
| 2006 |                  |                     | 39e              |
| 2007 | 96e              |                     | 31e              |
| 2008 |                  |                     | 16e              |
| 2009 | 85e              |                     |                  |
| 2010 |                  |                     | 32e              |
| 2011 |                  |                     |                  |
| 2012 |                  |                     |                  |
| 2013 |                  |                     |                  |

| Jaar | Amstel Gold Race | Luik-Bast.‑Luik | Ronde van Lombardije | Waalse Pijl | Clásica San Sebastián |  | WK op de weg |  | Wereldranglijsten |
| ---- | ---------------- | --------------- | -------------------- | ----------- | --------------------- |  | ------------ |  | ----------------- |
| 2002 |                  |                 |                      |             |                       |  | 44e          |  |                   |
| 2003 | 64e              | 62e             |                      |             | 107e                  |  | 93e          |  |                   |
| 2004 | 42e              | 83e             | 57e                  | 50e         |                       |  | opgave       |  |                   |
| 2005 |                  |                 |                      |             |                       |  |              |  |                   |
| 2006 |                  |                 |                      |             |                       |  | 81e          |  | 193e (UPT)        |
| 2007 | 64e              | opgave          |                      | opgave      |                       |  | 26e          |  |                   |
| 2008 |                  |                 | 29e                  |             |                       |  | 11e          |  |                   |
| 2009 |                  |                 |                      |             |                       |  |              |  |                   |
| 2010 |                  |                 | 23e                  |             |                       |  |              |  |                   |
| 2011 | 100e             |                 |                      | opgave      |                       |  |              |  |                   |
| 2012 | 95e              |                 |                      | opgave      |                       |  |              |  |                   |
| 2013 | opgave           |                 |                      | 126e        |                       |  |              |  |                   |

Wielerploegen van Jurgen Van Goolen
Blijlevens · Bruylandts · Cassani · Cretskens · De Wolf · Hoste · Kasjetsjkin · Kleynen · Knaven · Koerts · Konečný · Merckx · Milesi · Moerenhout · Museeuw · Rodriguez · Tankink · Vainšteins · van Bon · Van Goolen · van Heeswijk · Vandenbroucke · Vanthourenhout · Virenque · Wadecki · Nuyens (stagiair) · Rosseler (stagiair) · Vansummeren (stagiair)
Amorison · Bettini · Bodrogi · Boonen · Bramati · Cañada · Clerc · Cretskens · Horrillo · Hulsmans · Kasjetsjkin · Knaven · Museeuw · Nuyens · Paolini · Passuello · Rogers   · Sinkewitz · Tankink · Van de Wouwer · Van Goolen · Vandenbroucke · Vanthourenhout · Virenque · Wadecki · Desmedt (stagiair) · Moeravjov (stagiair) · Rusconi (stagiair) · Yates (stagiair)
Amorison · Bettini  · Bodrogi · Boonen · Bramati · Clerc · Cretskens · De Fauw · Dufaux · Garrido · Horrillo · Hulsmans · Knaven · Mercado · Museeuw (tot 14/04) · Nuyens · Paolini · Pecharroman · Rogers    · Sinkewitz · Tankink · Van Goolen · Vanthourenhout · Virenque · Zanini · Kemps (stagiair) · Starzengruber (stagiair) · Weylandt (stagiair)
Bettini  · Boonen  · Bramati · Christensen · Cretskens · De Fauw · De Weert · Engels · Garrido · Hulsmans · Knaven · Lotz · Mercado · Moreni · Nuyens · Paolini · Pecharroman · Pozzato · Rogers     · Rosseler · Sinkewitz · Tankink · Trenti · Van Goolen · Vanthourenhout (tot 28/02) · Verbrugghe · Viganò · Weylandt · Zanini · Melis (stagiair) · Neirynck (stagiair) · Santaromita (stagiair)
Azevedo ·
Barry ·
Beltrán · 
Beppu ·
Bileka · 
Brajkovič ·
Danielson ·
Devolder ·
Goesev ·
Hammond ·
Hincapie ·
Hoste · 
Jekimov   ·
Joachim ·
Lowe · 
Martínez ·
McCartney ·
Michajlov · 
Noval ·
Padrnos ·
Popovytsj · 
Rubiera ·
Savoldelli ·
Smith ·
Van den Broeck ·
Van Goolen ·
van Heeswijk ·
White
Basso (tot 30/04) · 
Beppu ·
Bileka · 
Brajkovič ·
Contador ·
Cruz ·
Cummings ·
Danielson ·
Davis ·
Devine ·
Devolder ·
Fuyu ·
Goesev ·
Hincapie · 
Leipheimer ·
Lowe · 
Martínez ·
McCartney ·
Meersman ·
Murn · 
Noval ·
Padrnos ·
Paulinho ·
Popovytsj · 
Rubiera ·
Vaitkus ·
Vandborg ·
Van Goolen ·
White (tot 15/08)
Arvesen ·
Bak ·
Blaudzun · 
Bøchman ·
Breschel ·
Cancellara     ·
Cuesta ·
Goss ·
Haedo ·
Hoestov ·
Johansen (tot 30/04) ·
Julich ·
Klostergaard ·
Kolobnev ·
Kroon ·
Larsson ·
Ljungqvist ·
Lund ·
McCartney ·
McGee · 
O'Grady ·
Sastre ·
A. Schleck ·
F. Schleck ·
C. A. Sørensen ·
N. Sørensen · 
Steensen ·
Van Goolen ·
Voigt ·
Bellis (stagiair) ·
Didier (stagiair) · 
Fuglsang (stagiair)
Arvesen ·
Bak ·
Bellis · 
Bøchman ·
Breschel ·
Cancellara     ·
Fuglsang ·
Goss ·
Haedo ·
Høj ·
Klemme ·
Klostergaard ·
Kolobnev ·
Kroon ·
Larsson ·
Ljungqvist ·
Lund ·
McCartney ·
Mørkøv · 
O'Grady ·
Rasmussen ·
A. Schleck ·
F. Schleck ·
C. A. Sørensen ·
N. Sørensen · 
Steensen ·
Van Goolen ·
Voigt
Aerts · Bakelants · Blythe · Brandt · Cretskens · De Greef · Dehaes · Delage · D'Hollander · Elijzen · Gilbert · Hoste · Kaisen · Lang · Ljungblad · Lloyd · Löwik · Moreno · Péraud · Roelandts · Scheirlinckx · Stubbe · Van Avermaet · Van den Broeck · Vanendert · Van Goolen · Wegelius · De Winter (stagiair) · Debusschere (stagiair) 
Caethoven · D.Cappelle · De Vocht · De Wilde · Degand · Drucker · Goris · Habeaux · Kemp · Scheirlinckx · Schmitz · Van den Houte · van Dijk · Van Goolen · van Groen · Van Melsen · Vanlandschoot · Venter · Verbist · Vernaeckt · Hollander (stagiair) · Van Den Noortgate (stagiair)
Caethoven · A. Cappelle · Tsjoezjda · De Vocht · De Wilde · Degand · Drucker · Gilbert · Goris · Habeaux · Hoste · Ista · Scheirlinckx · Van Dijk · Van Goolen · Van Groen · Van Melsen · Vanlandschoot · Verbist · De Troyer (stagiair) · Stevens (stagiair) · Verraes (stagiair)
Caethoven · A.Cappelle · Commeyne · Degand · De Troyer · Drucker · Gilbert · Habeaux · Jans · Napolitano · Routley · Scheirlinckx · van Dijk · Van Goolen · Van Melsen · Vanlandschoot · Verraes · Vogondy · Nardelli (stagiair) · Seynaeve (stagiair)